# 2034년 장애인 아시안 게임
2034년 장애인 아시안 게임은 사우디아라비아 리야드에서 열릴 예정인 장애인 아시안 게임이다.

## 참가국
개최국인 사우디아라비아 이외에는 아직 참가국이 확정되지 않았다.
- 사우디아라비아 (개최국)

## 방송
- 대한민국 - JTBC
- 중국 - CCTV
- 일본 - NHK, JNN, TBS

## 같이 보기
- 2034년 아시안 게임